# 深夜的超自然公務員
《深夜的超自然公務員》是的日本漫畫作品。2015年7月於KADOKAWA的漫畫雜誌《月刊Asuka》開始連載。2016年8月23日起，轉移到漫畫發佈網站《Comic NewType》連載。
全12集電視動畫系列於4月7日至6月23日播放。

## 故事
妖怪，精靈，眾神，超自然生物，這些普通人不會感知，通常被稱為“ANOTHER”。在東京23區所有的區政府中，還存在著不為人知的「夜間地區交流科」。 這是解決「超自然事件」的特殊部門。本作主人公「宮古新」是被分配到這個部門的社會新人，這樣的他在新宿御苑處理入部以來第一宗事件中竟發現可以聽見「ANOTHER」的對話！還被ANOTHER稱之為「安倍晴明」！？

## 登場人物

### 新宿區政府夜間地區交流課
宮古新（聲：福山潤，古城門志帆（幼年））
年齡：22歲
 新宿區政府「夜間地域交流課」的新人職員。原本不相信非人者的存在，但在錄用考試中被做了手腳而配屬到這裡。在自己沒有察覺的情況下獲得了「砂之耳」的特殊能力。是安倍晴明的後代，「砂之耳」的能力似乎是由於血脈。
榊京一（聲：前野智昭，前田玲奈（幼年））
年齡：28歲
新宿區政府「夜間地域交流課」業務隊長。喜歡酒和女人，原本是牛郎，不過現在很認真地工作。看著姐姐被ANOTHER綁架,自己卻無能為力,因此內心有着巨大的「喪失感」。追查姐姐的事有十年之久

姬塚西奧（聲：入野自由）
年齡：38歲
新宿區政府「夜間地域交流課」職員。前英國人（愛爾蘭父親和日本母親，現在獲得日本國籍。），擁有乍一看像是女性的中性容貌。從事着古魔術書收集、ANOTHER樣本收集及數據作成的事業。在開發對ANOTHER道具的方面也是心無旁騖。開發了“伊文.古哈吉”噴霧，使那些難以看到ANOTHER的人更容易看到。

仙田禮二（聲：遊佐浩二）
年齡：37歲
新宿區政府「夜間地域交流課」課長。西奧的同期。在錄用考試中，推舉了適應判斷測試結果符合自己喜好的新。也是把榊發掘到課里的人物。

### 其他夜間地區交流課
狩野一悟（聲：櫻井孝宏）
東京都廳「夜間文化環境局」職員。狩野一家是傳說中將東洋魔術書的類型基本收集齊全的古老陰陽師家族。同時也作為將英國系魔術與日本陰陽術融合的魔術道具工匠一族而聞名。

### ANOTHER
韋韋科約特爾/琥珀（聲：土岐隼一）
稱呼新為「晴明」，總是糾纏着他的ANOTHER。擁有一頭黑色長髮和閃耀金色光芒的野獸般眼睛。
雖然在阿茲特克神話中被視為音樂舞蹈和歌曲之神，但它卻是一種類似於詭計的存在，它會挑起人類或神明之間的紛爭來消磨時間，是個享受混亂和殺戮、愛搗蛋的神明。這個名字的意思是“衰老的郊狼”。
小雪（聲：山本和臣）
一隻藍眼睛的白色貓，貓又，住在宮古家的倉庫裡。

## 出版書籍

### 漫畫
| 卷數 | KADOKAWA       | KADOKAWA               |
| 卷數 | 發售日期       | ISBN                   |
| ---- | -------------- | ---------------------- |
| 1    | 2015年12月26日 | ISBN 978-4-04-103660-0 |
| 2    | 2016年1月26日  | ISBN 978-4-04-103661-7 |
| 3    | 2016年6月25日  | ISBN 978-4-04-104543-5 |
| 4    | 2016年11月26日 | ISBN 978-4-04-105104-7 |
| 5    | 2017年4月24日  | ISBN 978-4-04-105557-1 |
| 6    | 2017年9月23日  | ISBN 978-4-04-106078-0 |
| 7    | 2018年2月24日  | ISBN 978-4-04-106080-3 |
| 8    | 2018年6月23日  | ISBN 978-4-04-107044-4 |
| 9    | 2018年12月22日 | ISBN 978-4-04-107597-5 |
| 10   | 2019年3月22日  | ISBN 978-4-04-108000-9 |
| 11   | 2019年7月24日  | ISBN 978-4-04-108220-1 |
| 12   | 2019年11月22日 | ISBN 978-4-04-108221-8 |
| 13   | 2020年5月23日  | ISBN 978-4-04-109437-2 |
| 14   | 2020年10月24日 | ISBN 978-4-04-110811-6 |
| 15   | 2021年3月24日  | ISBN 978-4-04-111271-7 |

### 小說
- 作者：鈴木麻純

| 卷數 | KADOKAWA      | KADOKAWA               | 台灣角川     | 台灣角川               |
| 卷數 | 發售日期      | ISBN                   | 發售日期     | ISBN                   |
| ---- | ------------- | ---------------------- | ------------ | ---------------------- |
| 1    | 2018年7月24日 | ISBN 978-4-04-106599-0 | 2019年4月9日 | ISBN 978-957-564-907-4 |

## 電視動畫
電視動畫於2019年4月在東京都會電視台開始播放。

### 主题曲
片頭曲「dis-communicate」
作詞：福山潤、松井洋平，作曲、編曲：eba，主唱：福山潤
片尾曲
作詞：shungo.，作曲、編曲：高木龍一，主唱：土岐隼一

### 各話列表
| 話數 | 日文標題           | 中文標題               | 劇本       | 分鏡     | 演出                         | 作畫監督                                                            | 總作畫監督           |
| ---- | ------------------ | ---------------------- | ---------- | -------- | ---------------------------- | ------------------------------------------------------------------- | -------------------- |
| #1   |                    | 新宿上空天狗和天使     | 樋口達人   | 渡邊哲哉 | 大石康之                     | 江上夏樹、浦島美紀 伊藤依織子                                       | 伊藤依織子           |
| #2   |                    | 神樂坂的白色貓又       | 樋口達人   | 大石康之 | 大石康之                     | 浦島美紀、久松沙紀 田中彩、鈴木勘太                                 | 吉田南               |
| #3   |                    | 琥珀色眼睛的搗蛋鬼     | 樋口達人   | 久行宏和 | 髙田美里                     | 西田美彌子、鈴木春香 鈴木勘太、江上夏樹                             | 伊藤依織子           |
| #4   |                    | 歌舞伎町的定點觀測     | 小太刀右京 | 西澤晉   | 石鄉岡範和                   | 沼田廣、中山和子                                                    | 橫山愛               |
| #5   |                    | 都廳展望室的異世界電梯 | 池田臨太郎 | 酒井和男 | 石鄉岡範和                   | 石崎裕子、佐賀野櫻子 池田志乃、角谷理                               | 橫山愛               |
| #6   |                    | 悪魔與喪失感           | 三輪清宗   | 福田道生 | 髙田美里                     | 吉田肇、西田美彌子 鈴木春香、角谷理 東美帆、清水勝祐                | 松岡謙治             |
| #7   |                    | 喪失感與絶望的証明     | 三輪清宗   | 伊東優一 | 伊東優一                     | 青野厚司、門智昭 富澤和雄、鈴木勘太                                 | 伊藤依織子           |
| #8   |                    | 老去的郊狼和流星庭園   | 樋口達人   | 外山草   | 外山草 石井輝                | 西田美彌子、鈴木春香 江上夏樹、石崎裕子 池田志乃、東美帆            | 伊藤依織子           |
| #9   |                    | 幽靈住宅區的夢魔       | 小太刀右京 | 森邦宏   | 伊部勇志                     | 佐賀野櫻子、森悅史 金賢敬、青野厚司 門智昭                          | 橫山愛               |
| #10  | 白い繭と青い炎     | 白色蟲繭與藍色火焰     | 池田臨太郎 | 久行宏和 | 宇野亘                       | 飯飼一幸、飯塚葉子 永田有香、江上夏樹                               | 橫山愛               |
| #11  | 砂の耳と新人の根性 | 砂之耳與新人的骨氣     | 樋口達人   | 西澤晋   | 宅野誠起                     | 星野真澄、井上貴騎 嘉村弘之、増田俊介 横山紗弓、藤田正幸            | 吉田南、佐賀野桜子   |
| #12  |                    | 新宿區夜間地域交流科   | 三輪清宗   | 久行宏和 | 石郷岡範和 髙田美里 大石康之 | 佐賀野桜子、石崎裕子 鈴木春香、西田美弥子 増田俊介、江上夏樹 森悦司 | 松岡謙治、伊藤依織子 |

### 播放電視台
日本深夜動畫：下文記載的日本国内播放時間使用日本標準時間（UTC+9）表示。因為部分時間标识會採用30小时制，因此請留意这类超过24:00的时间，其實際播放時間為翌日清晨。
| 播放地區 | 播放電視台 | 播放日期               | 播放時間（UTC+9）         | 所屬聯播網 | 備註       |
| -------- | ---------- | ---------------------- | ------------------------- | ---------- | ---------- |
| 東京都   | TOKYO MX   | 2019年4月8日－6月24日  | 星期日 24時30分－25時00分 | 獨立局     | 有重播     |
| 兵庫縣   | SUN電視台  | 2019年4月8日－6月24日  | 星期日 24時30分－25時00分 | 獨立局     |            |
| 日本全國 | BS11       | 2019年4月8日－6月24日  | 星期日 24時30分－25時00分 | 衛星電視   | ANIME+節目 |
| 京都府   | KBS京都    | 2019年4月8日－6月24日  | 星期日 24時45分－25時15分 | 獨立局     |            |
| 愛知縣   | 愛知電視台 | 2019年4月9日－6月25日  | 星期一 26時05分－26時35分 | 東京電視網 |            |
| 日本全國 | AT-X       | 2019年4月12日－6月28日 | 星期五 22時00分－22時30分 | 衛星電視   | 有重播     |

### 藍光與DVD
| 卷數 | 發售日期       | 收錄話數      | 規格編號  | 規格編號   | 封面角色               |
| 卷數 | 發售日期       | 收錄話數      | 藍光版    | DVD版      | 封面角色               |
| ---- | -------------- | ------------- | --------- | ---------- | ---------------------- |
| 1    | 2019年7月24日  | 第1話－第4話  | KAXA-7761 | KABA-10701 | 宮古新                 |
| 2    | 2019年8月23日  | 第5話－第8話  | KAXA-7762 | KABA-10702 | 榊京一                 |
| 3    | 2019年9月25日  | 第9話－第12話 | KAXA-7763 | KABA-10703 | 姬塚西奧               |
| OVA  | 2019年10月25日 | 全OVA2話      | KAXA-7764 | KABA-10704 | 宮古新&榊京一&姬塚西奧 |

## 外部連結
- 深夜的超自然公務員 （页面存档备份，存于） － Comic Newtype（日語）
- 電視動畫「深夜的超自然公務員」官方網頁 （页面存档备份，存于）（日語）
- 電視動畫「深夜的超自然公務員」官方的X（前Twitter）（日語）